# Йерфела (община)
Община Йерфела (на шведски: Järfälla kommun) е разположена в лен Стокхолм, централна Швеция с обща площ 63 km2 и население 69 167 души (към 31 декември 2013). Административен център на община Йерфела е град Якобсбери.